# القرداتي (فلم)
القرداتي  (وتعني مدرب القرود) فيلم دراما وجريمة مصري  صدر عام 1987 وهو آخر فيلم يخرجه نيازي مصطفى  الملقب بشيخ المخرجين قبل مصرعه في 18 أكتوبر 1986 عن عمر يناهز 75 سنة وقبل عرض الفيلم. كتب ناجي وديد فوزي القصة والسيناريو والحوار وقام بالبطولة فاروق الفيشاوي، سمية الألفي، سميرة صدقي، وآمال رمزي  وتدور الأحداث حول شاب لص ومحتال يستخدم قرد مدرب للسرقة.
صدر الفيلم إلى دور العرض المصرية في 26 يناير 1986.
منح موقع قاعدة بيانات الأفلام العربية «السينما.كوم» الفيلم درجة 4.3/ 10.

## طاقم التمثيل
فاروق الفيشاوي: في دور فتوح (القرداتي المحتال)
سمية الألفي: في دور سنية بيومي (ابنة المعلم بيومي العصاية)
سميرة صدقي: في دور سوسن (عشيقة فتوح)
آمال رمزي: في دور ليالى (الراقصة صديقة فتوح)
جمال إسماعيل: في دور المعلم بيومي العصاية (كبير القرداتية)
مجدي سعيد: في دور الرائد محمد شوقي
بالاشتراك مع: شفيق الشايب - وحيد حمدي - أمير صادق - سيد مصطفى - حمدي مرسي - كمال الدسوقي - عمران بحر - مطاوع عويس - حمدي الشريف - محمد طنطاوي - محمد عشماوي.

## أحداث الفيلم
يعيش فتوح الناشف (فاروق الفيشاوي) حياة المحتالين ويصادق الراقصة ليالي (آمال رمزي) التي تعمل في ملهى ليلي وأيضا بائعة هوى لمن يدفع أعلى سعر. تصطحب آمال صديقها فتوح إلى سهرة حمراء وهناك يلتقي بصاحبة البيت وصديقتها سوسن (سميرة صدقي) التي تعجب به بينما يعجب هو بصندوق مجوهراتها، وفي صباح اليوم التالي يختفي مع محتويات صندوق مجوهرات عشيقته الجديدة سوسن. تتمكن الشرطة من القبض عليه وفي التحقيق يدعي أنه قد استولى على قطعتين من مجوهرات سوسن. يقضي فتوح فترة عقوبته في سجن مصر حيث تجمعه الصداقة بالمعلم بيومي عصاية (جمال إسماعيل) الذي يعمل في تدريب القرود والشباب الراغبين في العمل بوظيفة «القرداتى». تأتي ابنة المعلم بيومي، الشابة الجميلة سنية (سمية الألفي) وأثناء زيارتها يتجاذب معها فتوح أطراف الحديث وعندما يسمعها تشكو قلة المال من عملها كبائعة لعلب المناديل واللبان يعرض على والدها المعلم بيومي أن تذهب لصديق له يسلمها ما يكفيها من المال. يصبح فتوح قريب إلى قلب المعلم بيومي الذي يطلق سراحه وبعد أيام يطلق سراح فتوح أيضا، ويسارع إلى عزبة القرود حيث يقيم بيومي وابنته سنية وشقيقها الصغير حمدي. يشرح فتوح حالته للمعلم بيومي واحتياجه للاختفاء عن أنظار رجال الشرطة بعد أن قام بتغيير أسمه إلى «سطوحي»، وطلب أن يتعلم مهنة «القرداتى». يتفهم بيومي حالة فتوح أو سطوحي ويدربه على التعامل مع القرد «سمسم». يتعلم فتوح المهنة الجديدة ولكنه يقوم بتعديل تدريباته للقرد سمسم، فهو يدربه على التسلق على مواسير العمارات ثم فتح الباب ليتمكن فتوح من الدخول لسرقة البيوت، كما أصبح يتناول الخمور في وجود القرد سمسم الذي تعود شرب المسكرات أيضا. تنجح السرقات وتحير الشرطة حتى أنهم يطلقون على اللص الذي يقوم بهذه السرقات المحيرة اسم «اللص الخفي». يتقرب فتوح لسنية وتنشأ بينهم علاقة عاطفية وأيضا علاقة جنسية، ولكنه يلوذ بالفرار من عزبة القرود بعد أن تمكن من جمع مبلغ يكفيه للعودة إلى سوسن وليالي في صورة رجل أعمال. يتعرف فتوح، عن طريق ليالي، على نصحي بك (ماجد طنطاوي) المتخصص في توزيع المواد الغذائية ويتم عقد صفقة معلبات لحوم القطط والكلاب وقد كتب عليها «لحوم البقر الدنماركي». يلاحظ المعلم بيومي حزن ستية الشديد وتعترف له بحقيقة علاقتها بفتوح، ويثور الأب ويعقد العزم على الانتقام من الخائن. يستمع فتوح لأخبار جديدة عن تجدد سرقات «اللص الخفي» ويسارع إلى مكان إقامته القديم ليجد مسروقات جديدة وزجاجات خمور، وفي نفس الأثناء يكون القرد «سمسم» في مهمة سرقة لم يطلبها منه فتوح، لقد أصبح يمارس السرقة من تلقاء نفسه. يتعقب رجال الشرطة القرد الذي يقودهم إلى مكان إقامة فتوح القديم. تصل سنية، قبل وصول القرد ومن خلفه الشرطة، لتجد فتوح وتطعنه بالسكين، ويهاجمهم رجال الشرطة وفتوح ينزف ويخبرهم بأنه سقط على سلاح معدني أدى لإصابته.    

## استقبال الفيلم
انتهى تصوير فيلم «القرداتي» 19 أكتوبر 1986 وهو نفس اليوم الذي لقى مخرج الفيلم «نيازي مصطفى» فيه مصرعه. كتبت صحيفة اليوم السابع: «في 19 أكتوبر عام 1986، رحل المخرج نيازى مصطفى في ظروف غامضة ومثيرة، بعد مقتله في يوم تصوير المشهد الأخير لفيلم "القرداتي". فشل رجال الأمن، والنيابة العامة في كشف ملابسات الحادث، وطبقًا للتحقيقات التي أجرتها النيابة، كان طباخ نيازى أول من اكتشف مقتله، وذكر في أقواله أن نيازى قُتل داخل غرفة نومه، وكان مكبل اليدين من الخلف بكرافتة، واستخدمت شفرة حادة في قطع شرايين يده، وكمم الجاني فمه بقطعة من القماش حتى لا يصدر صوتًا، وانتهى التحقيق إلى تقييد الجريمة ضد مجهول بعد أن تطرقت لسلسلة من الخلافات السياسية والفنية والعائلية والعلاقات النسائية ولكن دون فائدة.»
كتب موقع الموجز في 8 فبراير 2022: «عاد إلى شقته فور انتهائه من تصوير المشهد الأخير من فيلم «القرداتي» وأنه كان يستعد لإخراج فيلم جديد عنوانه» أنا وقلبي والقانون«وأنه كان يعيش وحيداً في شقته التي استأجرها منذ 1948. أكد جيرانه على أنه كان يعيش في الشقة مع زوجته الفنانة الراحلة كوكا وكانا يرتبطان بعلاقات جيدة مع الجيران. لكن بعد رحيل زوجته انقطعت علاقاته بهم فأصبح في حكم العازب.»
كتب موقع "كل النجوم" في 16 يناير 2018: "واحد من أجمل الأفلام التي قدمها النجم فاروق الفيشاوي في منتصف الثمانينات"، ونشر الموقع صورة للممثل فاروق الفيشاوي يقبل القرد الذي شاركه بطولة الفيلم. صرحت "محاسن الحلو"، مدربة الأسود المشهورة في السيرك القومي المصري، أن المخرج طلب منها تجهيز قردة من السيرك لتشارك فاروق الفيشاوي فيلم «القرداتي» مقابل أجر يومي لها قدره 800 جنيه ولمدة 9 أيام وكانت تتولى هي تدريب القردة بنفسها."
كتبت صحيفة صدى البلد في 3 يناير 2022: «كان الغرض من مهنة القرداتى التي كانت تجوب معظم محافظات المحروسة خاصة المدن الكبرى كالقاهرة والإسكندرية هي كسب المال من خلال تسلية الناس، لكنها في حقيقة الأمر كانت بمثابة تسول بطريقة تحفظ ماء الوجه»، وتابع الموقع: «فيلم «القرداتي» بطولة النجم فاروق الفيشاوى في منتصف الثمانينات وإنتاج عام 1987، وتدور أحداث الفيلم الذي حقق نجاحا كبيرا وقتها حول لص شاب.»

## وصلات خارجية
- مقالات تستعمل روابط فنية بلا صلة مع ويكي بيانات
- القرداتي على موقع الدهليز
- القرداتي على موقع كاروهات

https://letterboxd.com/film/film:681863/ القرداتي (فيلم)
https://www.themoviedb.org/movie/761486?language=ar-SA القرداتي (فيلم)